# Celleporina surcularis
Celleporina surcularis is een mosdiertjessoort uit de familie van de Celleporidae. De wetenschappelijke naam van de soort is voor het eerst geldig gepubliceerd in 1863 door Packard.